# Natation aux Jeux asiatiques de 2006
Les compétitions de natation aux Jeux asiatiques de 2006 se sont déroulées du 2 au 14 décembre 2006 à Doha, au Qatar. Quatre disciplines étaient au programme : la natation en grand bassin avec trente-huit épreuves (dix-neuf féminines et dix-neuf masculines), la natation synchronisée avec deux épreuves (toutes féminines), le plongeon avec dix épreuves (cinq féminines et cinq masculines) - ces trois épreuves ont eu lieu au Hamad Aquatic Centre - et le water-polo au Al-Sadd Aquatic Centre avec une épreuve (masculine).

## Tableau des médailles
| Natation | Natation synchronisée | Plongeon | Water polo | Natation aux Jeux asiatiques de 2006 | Natation aux Jeux asiatiques de 2006 | Natation aux Jeux asiatiques de 2006 | Natation aux Jeux asiatiques de 2006 | Natation aux Jeux asiatiques de 2006 |
| Position | Position              | Position | Position   | Pays                                 | Or                                   | Argent                               | Bronze                               | Total                                |
| Position | Position              | Position | Position   | Pays                                 |                                      |                                      |                                      | Total                                |
| 1        | 1                     | 1        | 1          | Chine                                | 29                                   | 28                                   | 6                                    | 63                                   |
| 2        | 2                     | 2        | 2          | Japon                                | 16                                   | 19                                   | 19                                   | 54                                   |
| 3        | 3                     | 3        | 3          | Corée du Sud                         | 3                                    | 2                                    | 13                                   | 18                                   |
| 4        | 4                     | 4        | 4          | Kazakhstan                           | 1                                    | 0                                    | 4                                    | 5                                    |
| 5        | 5                     | 5        | 5          | Singapour                            | 1                                    | 0                                    | 1                                    | 2                                    |
| 6        | 6                     | 6        | 6          | Syrie                                | 1                                    | 0                                    | 0                                    | 1                                    |
| 7        | 7                     | 7        | 7          | Corée du Nord                        | 0                                    | 1                                    | 4                                    | 5                                    |
| 8        | 8                     | 8        | 8          | Malaisie                             | 0                                    | 1                                    | 3                                    | 4                                    |
| 9        | 9                     | 9        | 9          | Hong Kong                            | 0                                    | 0                                    | 1                                    | 1                                    |

## Natation

### Tableau des médailles
| Natation | Natation aux Jeux asiatiques de 2006 | Natation aux Jeux asiatiques de 2006 | Natation aux Jeux asiatiques de 2006 | Natation aux Jeux asiatiques de 2006 | Natation aux Jeux asiatiques de 2006 |
| Position | Pays                                 | Or                                   | Argent                               | Bronze                               | Total                                |
| Position | Pays                                 |                                      |                                      |                                      | Total                                |
| 1        | Chine                                | 16                                   | 22                                   | 6                                    | 44                                   |
| 2        | Japon                                | 16                                   | 14                                   | 17                                   | 47                                   |
| 3        | Corée du Sud                         | 3                                    | 2                                    | 11                                   | 16                                   |
| 4        | Kazakhstan                           | 1                                    | 0                                    | 2                                    | 3                                    |
| 5        | Singapour                            | 1                                    | 0                                    | 1                                    | 2                                    |
| 6        | Syrie                                | 1                                    | 0                                    | 0                                    | 1                                    |
| 7        | Hong Kong                            | 0                                    | 0                                    | 1                                    | 1                                    |

### Femmes

#### 50 m nage libre
| Médaille | Nom          | Pays  | Temps   |
| -------- | ------------ | ----- | ------- |
|          | Xu Yanwei    | Chine | 25 s 23 |
| Argent   | Pang Jiaying | Chine | 25 s 84 |
| Bronze   | Kaori Yamada | Japon | 26 s 01 |

#### 100 m nage libre
| Médaille | Nom          | Pays  | Temps   |
| -------- | ------------ | ----- | ------- |
|          | Xu Yanwei    | Chine | 55 s 02 |
| Argent   | Pang Jiaying | Chine | 55 s 17 |
| Bronze   | Kaori Yamada | Japon | 56 s 29 |

#### 200 m nage libre
| Médaille | Nom          | Pays  | Temps         |
| -------- | ------------ | ----- | ------------- |
|          | Pang Jiaying | Chine | 1 min 59 s 26 |
| Argent   | Yang Yu      | Chine | 2 min 00 s 73 |
| Bronze   | Maki Mita    | Japon | 2 min 00 s 78 |

#### 400 m nage libre
| Médaille | Nom          | Pays         | Temps         |
| -------- | ------------ | ------------ | ------------- |
|          | Yang Jieqiao | Chine        | 4 min 12 s 75 |
| Argent   | Zhu Wenrui   | Chine        | 4 min 14 s 45 |
| Bronze   | Lee Ji-eun   | Corée du Sud | 4 min 14 s 95 |

#### 800 m nage libre
| Médaille | Nom          | Pays  | Temps         |
| -------- | ------------ | ----- | ------------- |
|          | Yurie Yano   | Japon | 8 min 29 s 51 |
| Argent   | Yang Jieqiao | Chine | 8 min 38 s 35 |
| Bronze   | Maiko Fujino | Japon | 8 min 42 s 31 |

#### 4 x 100 m nage libre
| Médaille | Nom                                                                      | Pays      | Temps         |
| -------- | ------------------------------------------------------------------------ | --------- | ------------- |
|          | Pang Jiaying Wang Dan Xu Yanwei Yang Yu                                  | Chine     | 3 min 42 s 11 |
| Argent   | Maki Mita Haruka Ueda Norie Urabe Kaori Yamada                           | Japon     | 3 min 45 s 86 |
| Bronze   | Lee Leong Kwai Sze Hang Yu Tsai Hiu Wai Sherry Hannah Jane Arnett Wilson | Hong Kong | 3 min 48 s 82 |

- Le relais sud-coréen a été disqualifié de la finale pour faux départ entre la troisième et la quatrième nageuse.

#### 4 x 200 m nage libre
| Médaille | Nom                                           | Pays         | Temps         |
| -------- | --------------------------------------------- | ------------ | ------------- |
|          | Tang Yi Yang Yu Tang Jingzhi Pang Jiaying     | Chine        | 8 min 01 s 89 |
| Argent   | Maki Mita Haruka Ueda Norie Urabe Yurie Yano  | Japon        | 8 min 06 s 76 |
| Bronze   | Lee Keo-ra Park Na-ri Jung Yoo-jin Lee Ji-eun | Corée du Sud | 8 min 14 s 68 |

#### 50 m brasse
| Médaille | Nom            | Pays  | Temps   |
| -------- | -------------- | ----- | ------- |
|          | Ji Liping      | Chine | 31 s 52 |
| Argent   | Asami Kitagawa | Japon | 32 s 27 |
| Bronze   | Wang Qun       | Chine | 32 s 53 |

#### 100 m brasse
| Médaille | Nom            | Pays         | Temps         |
| -------- | -------------- | ------------ | ------------- |
|          | Asami Kitagawa | Japon        | 1 min 09 s 13 |
| Argent   | Ji Liping      | Chine        | 1 min 09 s 47 |
| Bronze   | Back Su-yeon   | Corée du Sud | 1 min 10 s 22 |

#### 200 m brasse
| Médaille | Nom          | Pays         | Temps         |
| -------- | ------------ | ------------ | ------------- |
|          | Qi Hui       | Chine        | 2 min 23 s 93 |
| Argent   | Luo Nan      | Chine        | 2 min 27 s 49 |
| Bronze   | Jung Seul-ki | Corée du Sud | 2 min 27 s 82 |

#### 50 m dos
| Médaille | Nom            | Pays  | Temps   |
| -------- | -------------- | ----- | ------- |
|          | Zhao Jing      | Chine | 28 s 69 |
| Argent   | Gao Chang      | Chine | 28 s 88 |
| Bronze   | Reiko Nakamura | Japon | 28 s 89 |

#### 100 m dos
| Médaille | Nom            | Pays  | Temps         |
| -------- | -------------- | ----- | ------------- |
|          | Reiko Nakamura | Japon | 1 min 00 s 82 |
| Argent   | Xu Tianlongzi  | Chine | 1 min 01 s 22 |
| Bronze   | Zhao Jing      | Chine | 1 min 01 s 72 |

#### 200 m dos
| Médaille | Nom             | Pays  | Temps         |
| -------- | --------------- | ----- | ------------- |
|          | Reiko Nakamura  | Japon | 2 min 10 s 33 |
| Argent   | Zhao Jing       | Chine | 2 min 11 s 54 |
| Bronze   | Takami Igarashi | Japon | 2 min 12 s 55 |

#### 50 m papillon
| Médaille | Nom       | Pays      | Temps   |
| -------- | --------- | --------- | ------- |
|          | Tao Li    | Singapour | 26 s 73 |
| Argent   | Xu Yanwei | Chine     | 26 s 95 |
| Bronze   | Yuka Kato | Japon     | 26 s 98 |

#### 100 m papillon
| Médaille | Nom        | Pays      | Temps   |
| -------- | ---------- | --------- | ------- |
|          | Zhou Yafei | Chine     | 58 s 39 |
| Argent   | Xu Yanwei  | Chine     | 58 s 73 |
| Bronze   | Tao Li     | Singapour | 58 s 96 |

#### 200 m papillon
| Médaille | Nom            | Pays         | Temps         |
| -------- | -------------- | ------------ | ------------- |
|          | Yurie Yano     | Japon        | 2 min 09 s 08 |
| Argent   | Choi Hye-ra    | Corée du Sud | 2 min 09 s 64 |
| Bronze   | Yuko Nakanishi | Japon        | 2 min 09 s 75 |

#### 200 m 4 nages
| Médaille | Nom            | Pays  | Temps         |
| -------- | -------------- | ----- | ------------- |
|          | Qi Hui         | Chine | 2 min 11 s 92 |
| Argent   | Asami Kitagawa | Japon | 2 min 14 s 51 |
| Bronze   | Maiko Fujino   | Japon | 2 min 15 s 21 |

#### 400 m 4 nages
| Médaille | Nom          | Pays  | Temps         |
| -------- | ------------ | ----- | ------------- |
|          | Qi Hui       | Chine | 4 min 38 s 31 |
| Argent   | Yu Rui       | Chine | 4 min 39 s 51 |
| Bronze   | Maiko Fujino | Japon | 4 min 42 s 70 |

#### 4 x 100 m 4 nages
| Médaille | Nom                                                    | Pays         | Temps         |
| -------- | ------------------------------------------------------ | ------------ | ------------- |
|          | Zhao Jing Luo Nan Zhou Yafei Pang Jiaying              | Chine        | 4 min 04 s 22 |
| Argent   | Reiko Nakamura Asami Kitagawa Yuko Nakanishi Maki Mita | Japon        | 4 min 05 s 14 |
| Bronze   | Lee Nam-eun Jung Seul-ki Shin Hae-in Ryu Yoon-ji       | Corée du Sud | 4 min 09 s 22 |

### Hommes

#### 50 m nage libre
| Médaille | Nom               | Pays  | Temps   |
| -------- | ----------------- | ----- | ------- |
|          | Rafd Zyad Almasri | Syrie | 22 s 41 |
| Argent   | Makoto Ito        | Japon | 22 s 77 |
| Bronze   | Cai Li            | Chine | 22 s 95 |

#### 100 m nage libre
| Médaille | Nom              | Pays         | Temps                 |
| -------- | ---------------- | ------------ | --------------------- |
|          | Chen Zuo         | Chine        | 49 s 06 Record d'Asie |
| Argent   | Park Tae-hwan    | Corée du Sud | 50 s 02               |
| Bronze   | Daisuke Hosokawa | Japon        | 50 s 25               |

#### 200 m nage libre
| Médaille | Nom              | Pays         | Temps                       |
| -------- | ---------------- | ------------ | --------------------------- |
|          | Park Tae-hwan    | Corée du Sud | 1 min 47 s 12 Record d'Asie |
| Argent   | Zhang Lin        | Chine        | 1 min 47 s 85               |
| Bronze   | Daisuke Hosokawa | Japon        | 1 min 49 s 62               |

#### 400 m nage libre
| Médaille | Nom             | Pays         | Temps         |
| -------- | --------------- | ------------ | ------------- |
|          | Park Tae-hwan   | Corée du Sud | 3 min 48 s 44 |
| Argent   | Zhang Lin       | Chine        | 3 min 49 s 03 |
| Bronze   | Takeshi Matsuda | Japon        | 3 min 49 s 38 |

#### 1 500 m nage libre
| Médaille | Nom             | Pays         | Temps                        |
| -------- | --------------- | ------------ | ---------------------------- |
|          | Park Tae-hwan   | Corée du Sud | 14 min 55 s 03 Record d'Asie |
| Argent   | Zhang Lin       | Chine        | 15 min 03 s 13               |
| Bronze   | Takeshi Matsuda | Japon        | 15 min 17 s 18               |

#### 4 x 100 m nage libre
| Médaille | Nom                                                           | Pays         | Temps                       |
| -------- | ------------------------------------------------------------- | ------------ | --------------------------- |
|          | Takamitsu Kojima Hiroaki Yamamoto Makoto Ito Daisuke Hosokawa | Japon        | 3 min 18 s 95 Record d'Asie |
| Argent   | Huang Shaohua Chen Zuo Cai Li Qu Jingyu                       | Chine        | 3 min 19 s 26               |
| Bronze   | Han Kyu-chul Sung Min Lim Nam-gyun Park Tae-hwan              | Corée du Sud | 3 min 22 s 16               |

#### 4 x 200 m nage libre
| Médaille | Nom                                                            | Pays         | Temps         |
| -------- | -------------------------------------------------------------- | ------------ | ------------- |
|          | Daisuke Hosokawa Takamitsu Kojima Takeshi Matsuda Yuji Sakurai | Japon        | 7 min 14 s 86 |
| Argent   | Chen Zuo Yu Chenglong Zhang Enjian Zhang Lin                   | Chine        | 7 min 15 s 13 |
| Bronze   | Han Kyu-chul Kang Yong-hwan Lim Nam-gyun Park Tae-hwan         | Corée du Sud | 7 min 23 s 61 |

- Le relais koweïtien a été disqualifié de la finale pour faux départ entre le premier et le deuxième nageur.

#### 50 m brasse
| Médaille | Nom                | Pays       | Temps   |
| -------- | ------------------ | ---------- | ------- |
|          | Vladislav Polyakov | Kazakhstan | 28 s 29 |
| Argent   | Kōsuke Kitajima    | Japon      | 28 s 38 |
| Bronze   | Wang Haibo         | Chine      | 28 s 41 |

#### 100 m brasse
| Médaille | Nom                | Pays       | Temps         |
| -------- | ------------------ | ---------- | ------------- |
|          | Kōsuke Kitajima    | Japon      | 1 min 01 s 13 |
| Argent   | Makoto Yamashita   | Japon      | 1 min 01 s 50 |
| Bronze   | Vladislav Polyakov | Kazakhstan | 1 min 01 s 63 |

#### 200 m brasse
| Médaille | Nom                | Pays       | Temps         |
| -------- | ------------------ | ---------- | ------------- |
|          | Kōsuke Kitajima    | Japon      | 2 min 12 s 05 |
| Argent   | Daisuke Kimura     | Japon      | 2 min 13 s 17 |
| Bronze   | Vladislav Polyakov | Kazakhstan | 2 min 13 s 60 |

#### 50 m dos
| Médaille | Nom            | Pays         | Temps   |
| -------- | -------------- | ------------ | ------- |
|          | Junya Koga     | Japon        | 25 s 40 |
| Argent   | Ouyang Kunpeng | Chine        | 25 s 47 |
| Bronze   | Sung Min       | Corée du Sud | 25 s 57 |

#### 100 m dos
| Médaille | Nom                | Pays  | Temps   |
| -------- | ------------------ | ----- | ------- |
|          | Junichi Miyashita  | Japon | 54 s 67 |
| Argent   | Ouyang Kunpeng     | Chine | 54 s 92 |
| Bronze   | Masafumi Yamaguchi | Japon | 55 s 78 |

#### 200 m dos
| Médaille | Nom            | Pays  | Temps         |
| -------- | -------------- | ----- | ------------- |
|          | Ryosuke Irie   | Japon | 1 min 58 s 85 |
| Argent   | Ouyang Kunpeng | Chine | 1 min 59 s 15 |
| Bronze   | Takashi Nakano | Japon | 1 min 59 s 34 |

#### 50 m papillon
| Médaille | Nom          | Pays  | Temps   |
| -------- | ------------ | ----- | ------- |
|          | Zhou Jiawey  | Chine | 23 s 94 |
| Argent   | Ryo Takayasu | Japon | 24 s 11 |
| Bronze   | Wang Dong    | Chine | 24 s 23 |

#### 100 m papillon
| Médaille | Nom              | Pays  | Temps   |
| -------- | ---------------- | ----- | ------- |
|          | Takashi Yamamoto | Japon | 52 s 54 |
| Argent   | Ryo Takayasu     | Japon | 52 s 84 |
| Bronze   | Wang Dong        | Chine | 53 s 03 |

#### 200 m papillon
| Médaille | Nom             | Pays  | Temps         |
| -------- | --------------- | ----- | ------------- |
|          | Wu Peng         | Chine | 1 min 54 s 91 |
| Argent   | Takeshi Matsuda | Japon | 1 min 55 s 49 |
| Bronze   | Ryuichi Shibata | Japon | 1 min 56 s 44 |

#### 200 m 4 nages
| Médaille | Nom           | Pays         | Temps         |
| -------- | ------------- | ------------ | ------------- |
|          | Hidemasa Sano | Japon        | 2 min 00 s 73 |
| Argent   | Ken Takakuwa  | Japon        | 2 min 01 s 03 |
| Bronze   | Han Kyu-chul  | Corée du Sud | 2 min 02 s 56 |

#### 400 m 4 nages
| Médaille | Nom              | Pays         | Temps         |
| -------- | ---------------- | ------------ | ------------- |
|          | Hidemasa Sano    | Japon        | 4 min 16 s 18 |
| Argent   | Shinya Taniguchi | Japon        | 4 min 17 s 91 |
| Bronze   | Han Kyu-chul     | Corée du Sud | 4 min 21 s 78 |

#### 4 x 100 m 4 nages
| Médaille | Nom                                                                 | Pays         | Temps         |
| -------- | ------------------------------------------------------------------- | ------------ | ------------- |
|          | Junichi Miyashita Kōsuke Kitajima Takashi Yamamoto Daisuke Hosokawa | Japon        | 3 min 36 s 52 |
| Argent   | Ouyang Kunpeng Lai Zhongjian Wang Dong Chen Zuo                     | Chine        | 3 min 40 s 27 |
| Bronze   | Sung Min You Seung-hun Jeong Doo-hee Park Tae-hwan                  | Corée du Sud | 3 min 41 s 33 |

### Records
Quatre records d'Asie ont été battus lors de ces Jeux asiatiques.
- Le Chinois Chen Zuo a battu son propre record d'Asie aux 100 m nage libre, pour l'établir à 49 s 06 (ancien record : 49 s 56).
- Le Sud-Coréen Park Tae-hwan a battu deux records d'Asie. Celui du 200 m nage libre, 1 min 47 s 12 (ancien record : 1 min 47 s 51 détenu par lui-même), et celui du 1 500 m nage libre, 14 min 55 s 03 (ancien record : 15 min 00 s 27).
- L'équipe de relais japonaise a battu le record d'Asie du 4 x 100 m nage libre pour l'établir à 3 min 18 s 98 (ancien record : 3 min 19 s 20).

## Natation synchronisée

### Tableau des médailles
| Natation synchronisée | Natation synchronisée aux Jeux asiatiques de 2006 | Natation synchronisée aux Jeux asiatiques de 2006 | Natation synchronisée aux Jeux asiatiques de 2006 | Natation synchronisée aux Jeux asiatiques de 2006 | Natation synchronisée aux Jeux asiatiques de 2006 |
| Position              | Pays                                              | Or                                                | Argent                                            | Bronze                                            | Total                                             |
| Position              | Pays                                              |                                                   |                                                   |                                                   | Total                                             |
| 1                     | Chine                                             | 2                                                 | 0                                                 | 0                                                 | 2                                                 |
| 2                     | Japon                                             | 0                                                 | 2                                                 | 0                                                 | 2                                                 |
| 3                     | Kazakhstan                                        | 0                                                 | 0                                                 | 1                                                 | 1                                                 |
| 3                     | Corée du Nord                                     | 0                                                 | 0                                                 | 1                                                 | 1                                                 |

### Femmes

#### Duo
| Médaille | Nom                         | Pays       |
| -------- | --------------------------- | ---------- |
|          | Jiang Tingting Jiang Wenwen | Chine      |
| Argent   | Saho Harada Emiko Suzuki    | Japon      |
| Bronze   | Anna Kulkina Arna Toktagan  | Kazakhstan |

#### Équipe
| Médaille | Pays          | Noms |
| -------- | ------------- | --- |
|          | Chine         | Gu Beibei, Jiang Tingting, Jiang Wenwen, Liu Ou, Sun Qiuting, Wang Na, Wu Yiwen, Zhang Xiaohuan, Zhu Zheng                                          |
| Argent   | Japon         | Ai Aoki, Reiko Fujimori, Saho Harada, Hiromi Kobayashi, Erika Komura, Takako Konishi, Ayako Matsumura, Emiko Suzuki, Erina Suzuki, Masako Tachibana |
| Bronze   | Corée du Nord | Hwang Kum-song, Kim Ok-gyong, Kim Yong-mi, So Un-byol, Tokgo Pom, Wang Ok-gyong, Yun Hui                                                            |

## Plongeon

### Tableau des médailles
| Plongeon | Plongeon aux Jeux asiatiques de 2006 | Plongeon aux Jeux asiatiques de 2006 | Plongeon aux Jeux asiatiques de 2006 | Plongeon aux Jeux asiatiques de 2006 | Plongeon aux Jeux asiatiques de 2006 |
| Position | Pays                                 | Or                                   | Argent                               | Bronze                               | Total                                |
| Position | Pays                                 |                                      |                                      |                                      | Total                                |
| 1        | Chine                                | 10                                   | 6                                    | 0                                    | 16                                   |
| 2        | Japon                                | 0                                    | 2                                    | 2                                    | 4                                    |
| 3        | Malaisie                             | 0                                    | 1                                    | 3                                    | 4                                    |
| 3        | Corée du Nord                        | 0                                    | 1                                    | 3                                    | 4                                    |
| 5        | Corée du Sud                         | 0                                    | 0                                    | 2                                    | 2                                    |

### Femmes

#### Tremplin 1 m
| Médaille | Nom             | Pays     | Points |
| -------- | --------------- | -------- | ------ |
|          | Wu Minxia       | Chine    | 317,25 |
| Argent   | He Zi           | Chine    | 312,30 |
| Bronze   | Elizabeth Jimie | Malaisie | 280,30 |

#### Tremplin 3 m
| Médaille | Nom           | Pays     | Points |
| -------- | ------------- | -------- | ------ |
|          | Wu Minxia     | Chine    | 371,85 |
| Argent   | He Zi         | Chine    | 366,90 |
| Bronze   | Leong Mun Yee | Malaisie | 307,80 |

#### Tremplin 3 m synchronisé
| Médaille | Nom                           | Pays     | Points |
| -------- | ----------------------------- | -------- | ------ |
|          | Guo Jingjing Li Ting          | Chine    | 337,80 |
| Argent   | Misako Yamashita Ryoko Nishii | Japon    | 287,40 |
| Bronze   | Leong Mun Yee Elizabeth Jimie | Malaisie | 275,04 |

#### Plateforme 10 m
| Médaille | Nom         | Pays          | Points |
| -------- | ----------- | ------------- | ------ |
|          | Wang Xin    | Chine         | 419,25 |
| Argent   | Chen Ruolin | Chine         | 418,10 |
| Bronze   | Hong In-sun | Corée du Nord | 354,00 |

#### Plateforme 10 m synchronisé
| Médaille | Nom                           | Pays          | Points |
| -------- | ----------------------------- | ------------- | ------ |
|          | Jia Tong Chen Ruolin          | Chine         | 344,52 |
| Argent   | Misako Yamashita Mai Nakagawa | Japon         | 317,70 |
| Bronze   | Hong In-sun Choe Kum-hui      | Corée du Nord | 302,76 |

### Hommes

#### Tremplin 1 m
| Médaille | Nom          | Pays  | Points |
| -------- | ------------ | ----- | ------ |
|          | Luo Yutong   | Chine | 466,10 |
| Argent   | Qin Kai      | Chine | 439,90 |
| Bronze   | Ken Terauchi | Japon | 419,75 |

#### Tremplin 3 m
| Médaille | Nom          | Pays  | Points |
| -------- | ------------ | ----- | ------ |
|          | He Chong     | Chine | 530,40 |
| Argent   | Luo Yutong   | Chine | 488,95 |
| Bronze   | Ken Terauchi | Japon | 478,95 |

#### Tremplin 3 m synchronisé
| Médaille | Nom                              | Pays         | Points |
| -------- | -------------------------------- | ------------ | ------ |
|          | Wang Feng He Chong               | Chine        | 448,50 |
| Argent   | Rossharisham Roslan Yeoh Ken Nee | Malaisie     | 393,36 |
| Bronze   | Kwon Kyung-min Cho Kwan-hoon     | Corée du Sud | 391,68 |

#### Plateforme 10 m
| Médaille | Nom          | Pays          | Points |
| -------- | ------------ | ------------- | ------ |
|          | Lin Yue      | Chine         | 551,50 |
| Argent   | Zhou Luxin   | Chine         | 533,90 |
| Bronze   | Kim Chon-man | Corée du Nord | 456,35 |

#### Plateforme 10 m synchronisé
| Médaille | Nom                          | Pays          | Points |
| -------- | ---------------------------- | ------------- | ------ |
|          | Lin Yue Huo Liang            | Chine         | 473,88 |
| Argent   | Ri Jong-nam Kim Chon-man     | Corée du Nord | 432,90 |
| Bronze   | Kwon Kyung-min Cho Kwan-hoon | Corée du Sud  | 430,74 |

## Water-polo

### Tableau des médailles
| Water polo | Water polo aux Jeux asiatiques de 2006 | Water polo aux Jeux asiatiques de 2006 | Water polo aux Jeux asiatiques de 2006 | Water polo aux Jeux asiatiques de 2006 | Water polo aux Jeux asiatiques de 2006 |
| Position   | Pays                                   | Or                                     | Argent                                 | Bronze                                 | Total                                  |
| Position   | Pays                                   |                                        |                                        |                                        | Total                                  |
| 1          | Chine                                  | 1                                      | 0                                      | 0                                      | 1                                      |
| 2          | Japon                                  | 0                                      | 1                                      | 0                                      | 1                                      |
| 3          | Kazakhstan                             | 0                                      | 0                                      | 1                                      | 1                                      |

### Tournoi hommes

#### Tableau final
|  | Demi-finales   | Demi-finales |                         |        | Finale | Finale |
|  | Demi-finales   | Demi-finales |                         |        | Finale | Finale |
|  |                |              |                         |        |        |        |
|  |                |              |                         |        |        |        |
|  |                |              |                         |        |        |        |
|  | Iran           | 7            |                         |        |        |        |
|  | Iran           | 7            |                         |        |        |        |
|  | Chine          | 12           |                         |        |        |        |
|  | Chine          | 12           | Chine                   | 9      |        |        |
|  |                |              | Chine                   | 9      |        |        |
|  |                | Japon        | 8                       |        |        |        |
|  | Japon (t.a.b.) | Japon        | 8                       | 5 (10) |        |        |
|  | Japon (t.a.b.) |              |                         | 5 (10) |        |        |
|  | Kazakhstan     | 5 (9)        |                         |        |        |        |
|  | Kazakhstan     | 5 (9)        | Finale pour la 3e place |        |        |        |
|  |                |              |                         |        |        |        |
|  |                |              |                         |        |        |        |
|  |                |              |                         |        |        |        |
|  | Iran           | 8            |                         |        |        |        |
|  | Iran           | 8            |                         |        |        |        |
|  | Kazakhstan     | 12           |                         |        |        |        |
|  | Kazakhstan     | 12           |                         |        |        |        |

- L'équipe des Philippines, qualifiée pour le tournoi, s'est retirée avant le début de la compétition.

- Lors du match Japon - Chine comptant pour la phase préliminaire, le Chinois Han Zhidong a été victime d'un malaise et a dû être transporté à l'hôpital[1].

#### Podium
|          |            | |
| Médaille | Pays       | Noms |
|          | Chine      | Ge Weiqing, Wu Zhiyu, Tan Feihu, Yu Lijun, Li Jun, Liang Zhongxing, Li Bin, Wang Yong, Guo Junliang, Xie Junmin, Han Zhidong, Liu Siwei                                                                                            |
| Argent   | Japon      | Tomonaga Eguchi, Kan Aoyagi, Yasuhiro Haraguchi, Naofumi Nishikakoi, Koji Tanaka, Shoichi Sakamoto, Koji Kobayashi, Atsushi Naganuma, Taichi Sato, Yoshinori Shiota, Hiroshi Hoshiai, Satoshi Nagata, Hitoshi Oshima               |
| Bronze   | Kazakhstan | Alexandr Shvedov, Sergey Gorovoy, Azamat Zhulumbetov, Yevgeniy Medvedev, Alan Orazalinov, Ruslan Orazalinov, Damir Temyrkhanov, Ivan Zaitsev, Rustam Ukumanov, Alexandr Gaidukov, Ravil Manafov, Adil Temrkhanov, Dmitriy Axyonkin |

## Sources
1. ↑  L'Équipe - Autres sports - Une journée noire